# Red Hot + Dance
Red Hot + Dance è una compilation della serie di album pubblicati dall'organizzazione Red Hot Organization. Il disco è stato pubblicato nel 1992.

## Tracce
1. Too Funky – 5:36 (George Michael) – George Michael
2. Do You Really Want to Know – 4:48 (George Michael) – George Michael
3. Happy – 4:04 (George Michael) – George Michael
4. Supernatural (Original Arms House Mix) – 5:39 (Stephen Bray, Madonna) – Madonna
5. Crazy (If I Was Trev Mix) – 5:44 (Seal Henry Samuel, Seal, Guy Sigsworth) – Seal
6. Set Adrift on Memory Bliss (Richie Rich Mix) – 5:17 (Attrell Cordes, Gary Kemp) – PM Dawn
7. Change (Metamorphisis Mix) – 5:16 (Andy Morris, Lisa Stansfield) – Lisa Stansfield
8. Apparently Nothing (The Re-Rub) – 4:52 (Carleen Anderson, Marco Nelson, Mark Alan Nelson) – Young Disciples
9. Peace (Nu-Mix) – 5:41 (Sabrina Johnston) – Sabrina Johnston
10. Thank You (Falettinme Be Mice Elf Agin) (Todds CD Mix) – 4:19 (Sylvester "Sly Stone" Stewart) – Sly & the Family Stone
11. Gypsy Woman (Joey Negro's Mindmix) – 5:19 (Neal Conway, Curtis Mayfield, Crystal Waters) – Crystal Waters
12. Unbelievable (The Hovering Feet Mix) – 5:03 (James Atkin, Derry Brownson, Mark de Cloedt, Ian Dench, Zac Foley) – EMF
13. Theme From Red Hot & Dance (Gothic Mix) – 4:06 (Andy Milburn & Tom Hajdu) – tomandandy